# 胡深
胡 深（こ しん、1313年 - 1365年）は、元末の軍人。字は仲淵（ちゅうえん）。処州龍泉（現在の浙江省龍泉市）の人。朱元璋に仕えて、彼の勢力拡大に貢献した。

## 生涯
| 姓名         | 胡深                                                                                 |
| 時代         | 元代                                                                                 |
| 生没年       | 皇慶2年（1313年）- 至正25年（1365年）                                                |
| 字・別名     | 仲淵（字）                                                                           |
| 本貫・出身地 | 処州龍泉（現在の浙江省龍泉市）                                                       |
| 職官         | 参軍事（石抹宜孫） 元帥 左司員外郎（明） 親軍指揮 行省左右司郎中 処州翼総制 王府参軍 |
| 爵位         | 縉雲郡伯（明）                                                                       |
| 諡号         | -                                                                                    |
| 陣営・所属   | 石抹宜孫→朱元璋                                                                      |
| 家族・一族   | 子：胡禎                                                                             |

### 石抹宜孫の配下となる
章溢と同郷で、共に王毅の下で学問を学んでいた。元の末期、戦乱が起こると「浙東の地はこれより災いが尽きないだろう」と嘆じた。それから龍泉の子弟を集めて自警団を作った。石抹宜孫が万戸として処州の守りに就くと、参軍事となった。募兵で数千の兵を集め、点在する山寇を捕らえた。温州の韓虎らが主を殺して反乱を起こした。胡深は温州に赴き、説得した。軍民は感泣し、韓虎を殺した後、城を明け渡して降伏した。盗賊が龍泉を落とし、監縣・宝忽丁は遁走した。章溢と王毅は壮士を率いて盗賊を撃った。その後、宝忽丁が帰還し、しばらくして王毅を殺して反乱を起こした。胡深は章溢と共に、これを討ち、宝忽丁を捕らえて殺した。近県の盗賊を探し、これらを全て平定した。石抹宜孫が行省参政に進むと、元帥となった。
至正18年（1358年）12月、朱元璋の武将・胡大海が婺州を攻めた。その後、朱元璋自身もやってきた。胡深は兵車数百輌を率いて援軍として向かい、松渓で形勢を見渡すために進軍を止めた。朱元璋は「援軍として石抹宜孫がやってくる。聞けば彼は兵車で来援するらしい。この辺りの地形を知る者によれば、松渓山は狭い道が多く、兵車では行くことはできない。精兵で抑えれば、破ることができる。援軍を破れば、城中の士気は落ち、労せずして落とすことができるだろう」と諸将に言った。朱元璋の命を受けた胡徳済により、梅花門の外へ誘引された胡深は戦いに敗れて退却した。援軍を失った婺州は朱元璋の手に落ちた。
至正19年（1359年）11月、胡大海、耿再成が処州を攻めた。石抹宜孫は元帥・葉琛を桃花嶺、参謀・林彬祖を葛渡、鎮撫・陳中真を樊嶺、元帥の胡深を龍泉に屯させて迎撃の態勢を整えた。しかし、士卒の士気は低く、胡大海の兵が合流し、胡深らは敗れた。11月、耿再成らの軍は城下へ進軍した。石抹宜孫は敗れ、葉琛、章溢と共に建寧へ向かい、処州は朱元璋のものとなった。胡大海の武将・繆美は降伏した葉琛に、胡深の説得に向かわせた。葉琛は「朱元璋は天運を持っている。将士は功名を欲して戦うもので、ここで降伏しても、誰があなたを侮辱しようか。去年、我が軍は朱元璋軍に大敗した。今年、朱元璋軍は戦わずして勝った。これは天意によるものだ。危険が迫っているのなら、これを改めて、富貴を保つことを考えたらどうか」と説いた。胡深はこれを容れて、龍泉、慶元、松陽、遂昌の4県を明け渡して降伏した。

### 朱元璋の配下となる
朱元璋は以前から胡深を知っており、召し出して会見した。左司員外郎の官職を授け、処州へ派遣した。兵を集め、江西征伐に従った。親軍指揮となり、吉安を守った。
至正22年（1362年）2月、処州で苗軍が叛き、守将・耿再成を殺害した。4月、平章・邵栄に従い、元帥・王佑と共に処州へ向かった。耿再成の遺体を収容して弔った。処州の城の東北門を焼き、陥落させた。李佑之は自殺し、賀仁得は縉雲に逃走したが、農民に捕らえられ、応天府へ檻送されて処刑された。

### 処州を治める
中書分省から、浙東行中書省と改められ、胡深は行省左右司郎中として、処州の統括を行った。この時の処州は、山寇がはびこり、人心は落ち着かなかった。胡深は募兵で万余の兵を集め、頭目らを捕らえ、または斬ったりした。沿海にも抵抗する軍があったが、頭目数人を斬り、処州は平穏となった。
至正23年（1363年）3月、処州翼総制として「市場の税は旧例では20分の1となっています。現在は塩の値段の10分の1となっており、税額が重くなっています。このため、商人は塩を売らずに塩の流通が滞り、軍の蓄えが欠乏し、江西、浙東の民は食用の塩にも事欠くほどです。また、硫黄、白藤、蘇木、棕毛などの諸物も現在の税額は15分の1であり、これにより物の流通ができない恐れがあります。これらの税を従来どおり20分の1とすれば、物の流通がよくなり、軍の蓄えも充たせます」と進言して容れられた。9月、張士誠に寝返った謝再興が兵を率いて、東陽に攻め込んだ。左丞・李文忠は、武将・夏子實、処州から来援した胡深に前鋒を命じ、義烏で戦った。1千騎を敵陣の側面を突かせ、謝再興を敗走させた。胡深は諸全は浙東の藩屏であり、50里離れた五指山に新城を築き、諸全と呼応させることを建議した。朱元璋は謝再興が寝返ったことを聞き、李文忠に使いを送り、胡深の案を伝えた。李文忠は胡深の案を用いて五指山に新城を築き、兵を分けて守らせた。その後、張士誠の将・李伯升が16万の兵を率いて攻めてきた。李伯升は新城を落とすことができず敗退した。翌年、張士誠が20万の兵で新城を攻めたが落とすことはできなかった。朱元璋はこの功績を褒め、胡深に名馬を賜った。
至正24年（1364年）1月、朱元璋が呉王となると、胡深は王府参軍となり、引き続き、処州を守った。温州の豪族・周宗道が人々を集めて平陽に割拠していた。温州を守っていた方国珍の従子・方明善が周宗道に圧力をかけていたため、周宗道は平陽を明け渡し、朱元璋に降伏した。9月、方明善は怒り、平陽を攻めた。周宗道は胡深に救援を求めた。胡深は軍を差し向けて、方明善を破った。瑞安を攻略し、温州へ進軍した。方国珍は懼れ、銀3万を贈ることを申し出て、ただちにこれを贈った。これを容れた朱元璋は詔で、胡深に軍を引き揚げるよう命じた。胡深は処州に戻り、再び守りについた。

### 陳友定との戦いと最期
至正25年（1365年）2月、諸全が張士誠軍に攻められたため、耿天璧を援軍として送った。陳友定の軍が処州を攻めてきた。胡深が迎撃に向かうと、これを聞いた陳友定は退却した。胡深は追撃をかけて浦城へ至った。守備兵を破り、浦城を攻略した。
4月、進んで松渓を抜け、守将・張子玉を捕らえた。
5月、胡深は「松渓を攻略し、張子玉を捕らえました。敗れた敵軍は崇安へ奔りました。広信、撫州、建昌から軍を出し、同時に攻めれば福建を攻略できるでしょう」と朱元璋に伝えた。朱元璋は喜んで「張子玉は驍将である。これを捕らえたならば、陳友定の肝は潰れているだろう。この勢いに乗って攻めれば、勝てない理由などない」と、広信指揮・朱亮祖、建昌左丞・王溥を胡深と合流させ、揃って進軍するよう命じた。元帥・頼政を浦城の南で破った。
6月、楽清を攻略し、方国珍の鎮撫・周清、万戸・張漢臣、総管・朱善らを捕らえて応天府へ送った。朱亮祖らは崇安、建陽を攻略し、建寧で胡深と合流した。建寧の守将・阮徳柔は固く守っていた。朱亮祖は早く攻めたいと考えていた。胡深は怪しい気配を感じ、不利になると考えた。胡深は朱亮祖に「時機が来ていないときに攻めれば必ず災いがある。まだ戦うべきではない」と提案した。これに対し、朱亮祖は「参軍（胡深）はなぜ災いがあると分かる？軍を率いてここまで来て、攻める速さを緩められようか？天道は奥深く、山沢の気は常に変わり続けている。今のままで十分だ」と退けた。阮徳柔は4万の兵を率いて錦江に屯し、胡深の陣の後に迫った。朱亮祖はますます急いで攻めるようにと督戦した。退路を断たれた胡深は阮徳柔と戦い、2つの柵を破った。阮徳柔は幾重にも胡深の軍を囲んだ。日も暮れて、胡深はこのままでは囲みも解けず、持ちこたえるのは難しいと考え、囲みを突破しようとした。そこへ陳友定自ら牙将・頼政及び2千の兵を率いて挟撃し、胡深は馬がつまづいて落馬し、捕らえられた。
胡深は陳友定の元に送られた。陳友定は胡深に礼を尽くし、自身に仕えるよう勧めた。胡深は朱元璋の威徳、天命が朱元璋にあること、漢が竇融を助けて帰属させた故事を話し、陳友定に説いた。陳友定は「既に捕われの身というのに、人に不忠の誘いをかけるとはどういうことか？」と笑った。朱元璋は使者に良馬、金幣を持たせて胡深の返還を請うた。陳友定は胡深を殺す気はなかったが、やってきた元の使者が処刑を迫ったため、使者と共に処刑された。享年52。胡深の死を知った朱元璋はこれを惜しみ、使者を遣わして、賜祭を行った。縉雲郡伯の爵位を追封された。

## 人物・逸話
- 聡明で智略に優れ、経史、百家の学問に通じていた。
- 長く郷里の郡を治め、福建が平和になることを志し、命がけで成そうとしていた。
- 寛大で温厚な性格で、人々を治めることに長けていた。10余年の戦歴で、妄りな殺戮は1人として行わなかった。
- 処州を守っていた期間は、教育事業を興して学問を盛んにしようと務めた。
- 縉雲の田税が重かったので、これを軽減させる案を考えて実行した。軍民は恵みの雲だと言って懐かしんだという。
- 婺州への援軍に向かったとき、胡深は松渓に来てから、朝から西北に黒い気があり、東南に白い気がある現象を見た。ある日、白い気が黒い気に蕩かされた。胡深はこれを不吉であると知っていたが、将兵が驚き畏れていたため、わざと「今日は殺気があり、戦いには必ず勝てる」と言って士気を維持した。
- 劉基は日中に1つ黒点が有るのを見て、朱元璋に「東南で1人の大将を失いました」と奏した。その後、胡深が敗れて亡くなったとの知らせが届いた[7]。
- 陳友定が応天府に連行された際、朱元璋は「貴様は我が参軍（胡深）を殺した」と詰問した。
- 朱元璋は宋濂に「胡深はどのような人物であったか？」と問うた。宋濂「文武の才を持った人物です」と答えた。朱元璋は「まったくそのとおりだ。浙東の一障として私は胡深を頼みとしていた」と話した。
- 2009年6月29日、浙江省金華市磐安県胡庄村に、胡深が使っていた大刀が発見された。重量は58公斤（約58kg）、全長は220厘米（約220cm）、刀長は50厘米（約50cm）という長大なものだった[8]。